# Parley Parker Christensen
Parley Parker Christensen, född 19 juli 1869 och död 10 februari 1954, var en amerikansk politiker.
Christensen var lärare i Utah och blev medlem av statens representation 1910. Från 1921 var han advokat i Chicago. Christensen var 1920 presidentkandidat för Farmer labour party och 1926 kandidat till senaten för progressisterna.